# Dersiskäret
Dersiskäret är en ö i Finland. Den ligger i Norra kvarken och i kommunen Malax i den ekonomiska regionen  Vasa i landskapet Österbotten, i den västra delen av landet. Ön ligger omkring 41 kilometer väster om Vasa och omkring 390 kilometer nordväst om Helsingfors.
Öns area är 17 hektar och dess största längd är 0,6 kilometer i nord-sydlig riktning.